# Occitanie
Occitanie (Tây Tạp, tiếng Pháp: [ɔksitani] ⓘ; tiếng Occitan: Occitània, tiếng Catalunya: Occitània) là một vùng của Pháp được lập ra từ ngày 1 tháng 1 năm 2016 khi hợp nhất các vùng cũ Languedoc-Roussillon và Midi-Pyrénées. Hội đồng Nhà nước phê chuẩn tên gọi Occitanie vào ngày 28 tháng 9 năm 2016, có hiệu lực từ 30 tháng 9 năm 2016.
Vùng hành chính hiện tại được đặt tên theo khu vực văn hoá-lịch sử Occitania vốn có phạm vi lớn hơn. Vùng hành chính hiện tại có lãnh thổ tương tự như lãnh địa của các công tước xứ Toulouse trong thế kỷ 12 và 13. Cờ hiệu của các công tước này được gọi thông tục là chữ thập Occitan, nay được sử dụng là cờ hiệu của vùng và nó cũng là biểu trưng văn hoá phổ biến.
Vùng mới có diện tích hơn 72.724 km², dân số năm 2012 đạt 5.626.858 người.
Phía bắc giáp vùng Auvergne-Rhône-Alpes, phía nam giáp Andorra và các vùng Cataluña, Aragón của Tây Ban Nha, phía đông giáp vùng Provence-Alpes-Côte d'Azur và Địa Trung Hải, phía tây giáp vùng Nouvelle-Aquitaine.

Bản đồ vùng mới gồm 13 tỉnh, được tô màu theo các tỉnh lịch sử tồn tại cho đến năm 1790.
Languedoc
Guyenne và Gascogne
Lãnh địa Foix
Roussillon

Đô thị chính
- Toulouse (466.297; thủ phủ)
- Montpellier (272.084)
- Nîmes (150.564)
- Perpignan (120.959)
- Béziers (74.811)
- Montauban (57.921)